# Krnovské knížectví
Krnovské knížectví (polsky Księstwo Karniowskie, německy Herzogtum Jägerndorf nebo Fürstentum Jägerndorf, latinsky Ducatus Carnoviensis) bylo jedním ze slezských knížectví s hlavním městem v Krnově.

## Historie

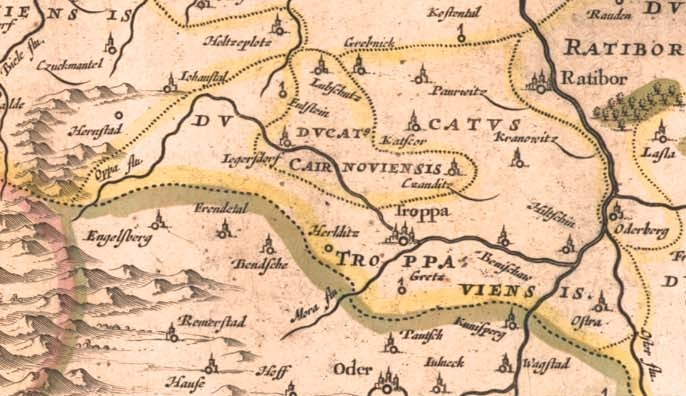
Krnovské a Opavské knížectví roku 1645

Samostatné Krnovské knížectví vzniklo oddělením od Opavského knížectví v roce 1377 i z Hlubčickem, a to i se správními institucemi a orgány. Společným podílem jej získali bratři Jan I. Ratibořský a Mikuláš III. Opavský. Poté jej získal pouze Jan I. Ratibořský, který zemřel kolem roku 1380(1382) a Krnovské knížectví zdědil jeho syn Jan II. Opavský. V roce 1384 Jan II. Opavský prodal knížectví vč. Bruntálska Vladislavovi II. Opolskému. Později je však získal moravský markrabě Jošt, roku 1411 připadlo jako odúmrť českému králi a o deset let později bylo jeho území zahrnuto do Ratibořského knížectví. Z něj se vydělilo roku 1437 při dělení dědictví po Janu II. Železném, když jej získal jeho syn Mikuláš V. Krnovský. Roku 1447 bylo Krnovsko zastaveno Hynkovi z Vrbna a roku 1457 se vlády ujal Mikulášův syn Jan IV. Krnovský. Roku 1474 se Jan musel vykoupit z uherského zajetí polovinou knížectví.

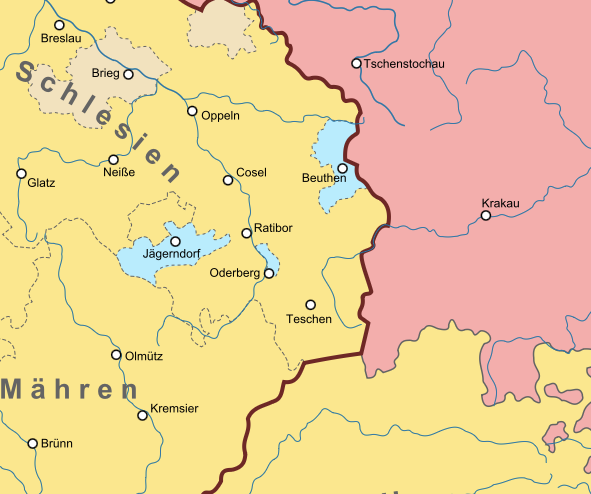
Krnovsko ovládané Hohenzollerny (1618)

Po smrti Matyáše Korvína roku 1490 připadlo Krnovsko českému králi Vladislavu Jagellonskému. Poté v roce 1490 nárokovala Krnovské knížectví Barbora Krnovská, která byla sestrou Jana IV. Krnovského. Barbora Krnovská neuspěla a Vladislav Jagelonský udělil lénem Krnovsko Janovi II. ze Šelmberka. Vzájemný spor o vlastnictví knížectví mezi kněžnou Barborou a Janem II. Šelmberka, vyřešila vzájemná svatba dcery krnovské kněžny Heleny Osvětimské  a Janova syna Jiřího. Od roku 1510 byl majitelem knížectví Jan ze Šelmberka. V roce 1523 zakoupil knížectví Jiří Braniborsko-Ansbašský z rodu Hohenzollernů, jehož rodině zůstalo až do roku 1621, kdy bylo zabaveno v rámci pobělohorských konfiskací a roku 1623 se knížetem stal Karel I. z Lichtenštejna. Titul krnovského a opavského knížete (resp. vévody) používají lichtenštejnská knížata do současnosti. Jejich používání jim je přiznané ústavou Lichtenštejnského knížectví.

Státní znak Lichtenštejsnka dodnes obsahuje znak Krnovska

Roku 1742 na základě Vratislavského míru získalo Prusko rozsáhlé území Krnovského knížectví po levém břehu řek Opavy a Opavice, došlo k odloučení celého Hlubčicka. Státní hranice se posunula až k městu Krnovu, které se tak stalo pohraničním městem. Jen malé předmostí na sever od města Krnova bylo ponecháno pro jeho další rozvoj. Jižní část Krnovského knížectví se stala součástí vévodství Rakouské Slezsko, severní část součástí pruské provincie Slezsko (něm. Provinz Schlesien). Nově vytvořený pruský okres Hlubčice (něm. Kreis Leobschütz, česky někdy zvaný kraj hlubčický/hlubčický kraj) se stal jedním z 35 okresů pruského Slezska. Hraniční řeka Opavice rozdělila napůl vesnice Komeise (pol. Chomiąża, čes. Chomýž), Schönwiese (pol. Krasne Pole, čes. Krásné Loučky), Geppersdorf (pol. Lenarcice, čes. Linhartovy) a Tropplowitz (pol. Opawica, čes. Opavice).
Zbývající rakouské torzo Krnovského knížectví muselo přeorientovat hospodářské zájmy z Horního Slezska na Moravu a Rakousko. Rozdělení Slezska znamenalo konec politického významu Krnova, v roce 1793 byl i krajský úřad přestěhován do Opavy. V letech 1751–1783 patřilo Krnovské knížectví do Krnovského kraje (něm. Jägerndorfer Kreis, pol. obwod karniowski), v letech 1783–1848 do Opavského kraje (něm. Troppauer Kreis, pol. obwod opawski) a v letech 1848–1849 do Slezska (1 kraj). V roce 1849 bylo Krnovské knížectví zrušeno a o dva roky později byla rakouská část území bývalého Krnovského knížectví rozdělena mezi politické okresy Bruntál, Krnov a Opava.

## Vymezení po roce 1742

Mapa Rakouského Slezska v roce 1746

Vymezení části Krnovského knížectví, která zůstala po roce 1742 Habsburské monarchii:
- obec Brantice
- katastrální území Brumovice u Opavy
- obec Býkov-Láryšov
- obec Čaková
- katastrální území Dětřichovice
- nezastavěná západní část katastrálního území Držkovice, která původně náležela ke katastrálnímu území Holasovice
- katastrální území Holasovice (kromě pozemků na levém břehu řeky Opavy, které po roce 1742 náležely k Prusku a později do roku 1959 k Polsku a nejjižnější části silniční parcely č. 663, která původně náležela ke katastrálnímu území Držkovice)
- obec Horní Benešov
- téměř celé katastrální území Chabičov ve Slezsku
- severní část nezastavené parcely 152/1 katastrálního území Jarkovice (dotyčná půda původně náležela ke katastrálnímu území Holasovice)
- téměř celé katastrální území Jilešovice
- obec Karlovice
- katastrální území Komárov ve svých původních katastrálních hranicích
- obec Krasov
- téměř celé území města Krnova (kromě nepatrné okrajové severozápadní části katastrálního území Krásné Loučky, která původně patřila ke katastrálnímu území Linhartovy a pozemků, které po roce 1742 náležely k Prusku a později do roku 1959 k Polsku)
- Kunov
- katastrální území Leskovec nad Moravicí
- nezastavěná jihovýchodní část katastrálního území Linhartovy (dotyčná část původně náležela ke katastrálnímu území Krásné Loučky)
- obec Lichnov
- katastrální území Loděnice
- katastrální území Milotice nad Opavou
- téměř celé katastrální území Neplachovice (jižní a jihovýchodní okraj katastru původně náležel ke katastrálnímu území Vlaštovičky
- obec Nové Heřminovy
- obec Razová
- nepatrná nezastavená část katastrálního území Smolkov, patřící původně ke katastrálnímu území Chabičov ve Slezsku
- obec Sosnová
- katastrální území Staré Purkartice
- obec Široká Niva
- katastrální území Tábor ve Slezsku
- katastrální území Úblo
- obec Úvalno
- malá okrajová severozápadní část katastrálního území Velká Polom, patřící původně ke katastrálnímu území Chabičov ve Slezsku
- nezastavěná severozápadní část katastrálního území Vlaštovičky, která původně náležela ke katastrálnímu území Neplachovice
- obec Zátor

Mimo těchto obcí bylo do určité míry závislé na knížectví také Stavovské panství Albrechtice.